# Michael Rogers (acteur)
Michael John Rogers (Victoria (Brits-Columbia), 18 mei 1964) is een Canadees acteur.

## Biografie
Rogers werd geboren in Victoria (Brits-Columbia) en groeide op in Vancouver.
Rogers begon in 1986 met acteren in de televisieserie Kay O'Brien, waarna hij nog meerdere rollen speelde in televisieseries en films.

## Filmografie

### Films
Uitgezonderd korte films.
- 2022 So Cold the River - als Campbell
- 2021 Demonic - als Michael
- 2021 We're All Going to the World's Fair - als JLB
- 2020 Welcome to the Circle - als Mathew
- 2017 Hollow in the Land - als chief
- 2017 Sollers Point - als Mom
- 2016 Interrogation - als Mark Law
- 2016 Home Invasion - als Astor
- 2015 The Unspoken - als Elon
- 2014 Down Here - als dr. Miller
- 2012 The ABCs of Death - als Stoker
- 2011 Matty Hanson and the Invisibility Ray - als Syd
- 2010 Beyond the Black Rainbow - als Barry Nyle
- 2008 Far Cry - als huursoldaat Kelly
- 2008 Impulse - als officier Edwards
- 2007 The Assassination of Jesse James by the Coward Robert Ford - als man bij Jesse's dood
- 2006 Holiday Wishes - als Rick Bradley
- 2006 Past Tense - als Matt Carson
- 2005 Two for the Money - als Stu
- 2004 The Thing Below - als mr. Paul
- 2002 The Dead Zone - als Frank Dodd
- 2002 Hellraiser: Hellseeker - als rechercheur Givens
- 2001 Children of the Corn: Revelation - als Stan
- 2000 Duets - als barkeeper in Tulsa
- 2000 Epicenter - als agent Willie
- 2000 Ice Angel - als verslaggever Jay
- 1999 Heaven's Fire - als Dave
- 1998 2 Extra Days - als man 1
- 1998 Max Q - als Frank
- 1997 Badge of Betrayal - als hulpsheriff Rich
- 1994 For the Love of Aaron - als Donald Culver
- 1992 Dead Ahead: The Exxon Valdez Disaster - als David Grimes
- 1992 Still Not Quite Human - als fotograaf
- 1991 Posing: Inspired by Three Real Stories - als George
- 1991 The Hitman - als Sully
- 1991 Run - als geëlektrocuteerde huurmoordenaar

### Televisieseries
Uitgezonderd eenmalige gastrollen.
- 2019-2020 Siren - als commander David Kyle - 10 afl.
- 2014-2015 The 100 - als Denby - 2 afl.
- 2014 Bates Motel - als Jimmy Brennan - 2 afl.
- 2013 Delete - als sergeant Sloan - 2 afl.
- 2012 Fringe - als Mueller / ondervrager - 5 afl.
- 2012 Continuum - als Roland Randol - 6 afl.
- 2009 Smallville - als agent Black - 2 afl.
- 2008-2009 Battlestar Galactica: The Face of the Enemy - als Brooks - 5 afl.
- 2007 Painkiller Jane - als Randall Hyde - 3 afl.
- 2005-2006 The Collector - als Hank - 2 afl.
- 2005 Reunion - als agent Halbridge - 2 afl.
- 2004 Traffic - als advocaat van Ben - 3 afl.
- 1999 Beggars and Choosers - als directeur - 4 afl.
- 1986 Kay O'Brien - als Nat - 4 afl.

- Library of Congress Control Number: no2012135413
- Virtual International Authority File: 269730834
- WorldCat: E39PBJtmrRjFkp6wXfrPjcGWDq